# Vlastislav Bříza
Vlastislav Bříza (* 3. října 1946) je český podnikatel, od roku 2000 majitel českobudějovické tužkárny Koh-i-noor Hardtmuth.

## Kariéra
Při studiu inženýrství na ČVUT se specializoval na oblast konstrukce spalovacích motorů, v postgraduálním studiu se věnoval oblasti ekonomiky a řízení. V závodu Koh-i-noor Hardtmuth začal pracovat nejprve jako konstruktér, pak šéfkonstruktér, až se později dostal do jeho vedení jako náměstek. Působil jako gen. ředitel Gama a.s. Generálním ředitelem Koh-i-noor Hardtmuth a.s. je od roku 1994. V roce 2000 koupil Koh-i-noor Hardtmuth od Petra Kellnera za řádově vyšší stovky milionů korun českých. Později vybudoval společnosti Koh-i-noor holding v Praze, která řídí 28 firem v různých oborech i podniky v dalších evropských zemích. S Vlastislavem Břízou se na jejím řízení podílí i jeho synové David a Vlastislav mladší a synovec Robert Záboj.

### Podnikatel roku
Vlastislav Bříza byl 3. března 2015 v Praze vyhlášen vítězem 15. ročníku českého kola soutěže Podnikatel roku pořádané společností Ernst & Young. Vítězství mu umožnilo postup do světové soutěže Podnikatel roku konané v červnu 2015 v Monte Carlu. Podle časopisu Forbes je Bříza jedním ze sedmdesáti nejbohatších Čechů a jeho majetek je odhadován na 4 miliardy Kč.